# Brasil sin Miseria

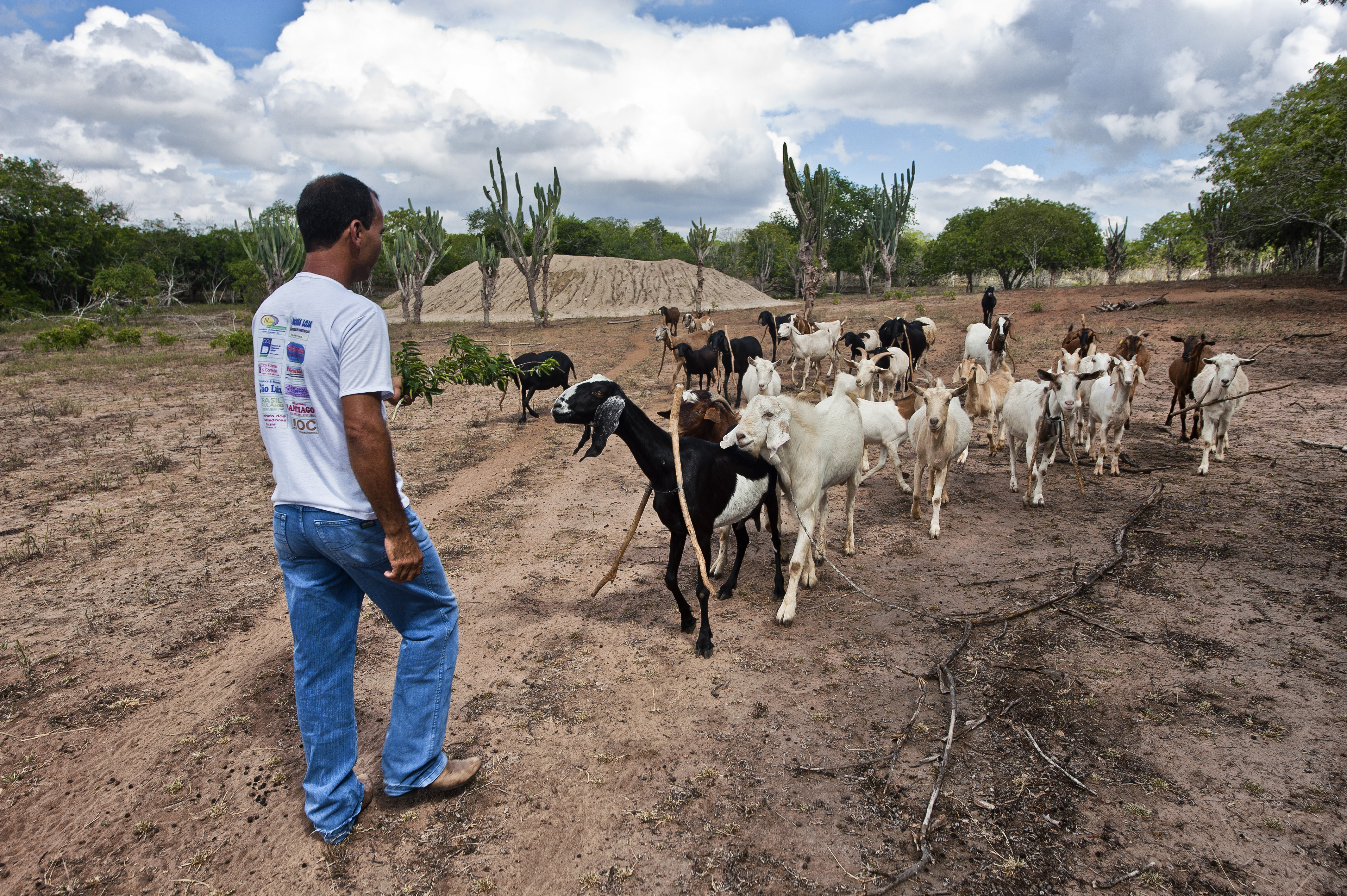
Fotografía que muestra al Agricultor Abelmanto Carneiro de Oliveira, beneficiario del programa Cisternas, con su rebaño de cabras.

Brasil sin Miseria (o Brasil sin Indigencia, según como se decida traducirlo de su idioma original) es un programa social del gobierno federal brasileño creado en la gestión de la presidenta Dilma Rousseff. Fue lanzado en junio de 2011 con el objetivo de ayudar a 16,2 millones de personas que vivían con menos de 70 reales por mes a salir de la pobreza extrema. Se suele definir como la ampliación del programa de combate a la pobreza del Gobierno Lula da Silva conocido como Bolsa Familia.

## Características
Con base en datos del censo del IBGE y de estudios del Instituto de Investigación Económica Aplicada (IPEA), el Gobierno Federal estimaba que el programa alcanzará más de 16,2 millones de brasileños (el equivalente a 8,6% de la población) que vivían en condiciones de miseria según indicadores de las Naciones Unidas y del programa Bolsa Familia.

### Funcionamiento
Las familias que participaran del programa iban a ser beneficiadas con acciones de inclusión productiva (como cursos de profesionalización y conexión al empleo) y de acceso a servicios públicos, como escuelas, agua corriente y cloacas.
Además de eso, la persona asignada como responsable familiar (en general la madre) pasaría a recibir un valor mensual a ser definido. Adicionalmente, podría optar por abrir una cuenta bancaria exenta de impuestos o con paquete de servicios y con impuestos reducidos. En cualquier caso, la apertura de la cuenta permitiría que su familia obtenga diversas opciones de microcrédito.

### Implantación y operación
El Ministerio del Desarrollo Social y Combate al Hambre (MDS), coordinador del programa junto a otros órganos federales tales como el Ministerio del Desarrollo Agrario (MDA), preveía su lanzamiento para junio de 2011. El MDS administraría el programa, tanto a nivel federal como en los ámbitos provinciales y municipales. También estaban previstas acciones articuladas con el sector privado y la sociedad civil.